# Idioma español en Sichuan

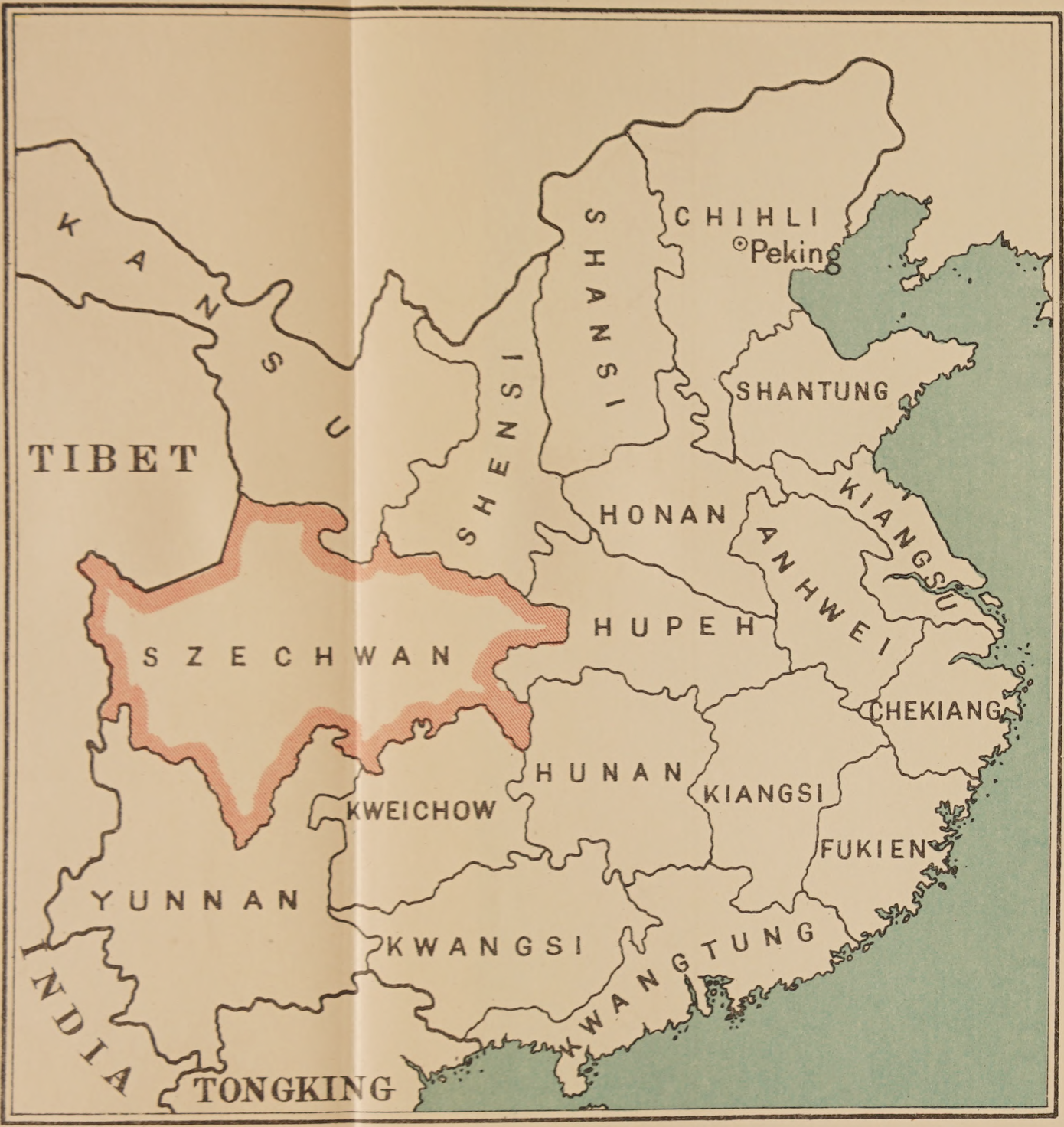
Ubicación de Sichuan (Szechwan) en China, incluida Chongqing que forma la parte más oriental de la provincia sin etiquetar su nombre.

La presencia del idioma español en Sichuan, provincia de China sudoccidental, se puede datar de la década de 1930. Fueron los misioneros católicos españoles los primeros castellanohablantes en dicha provincia. En la actualidad, se cuenta con cinco universidades en Sichuan y tres en el municipio de Chongqing que dan enseñanzas del español. Si bien las zonas costeras de China oriental tienen una concentración de la enseñanza más alta, en el oeste, se destacan Sichuan y Chongqing tanto por el número de centros universitarios como el de alumnos.

## Misioneros católicos españoles

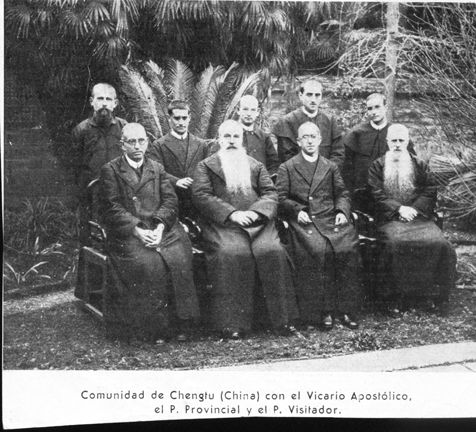
Comunidad redentorista española de Chengtu, con Jacques Rouchouse, vicario apostólico de Chengtu.

En 1930, fray Pascual Nadal y Oltra, franciscano alicantino de Pego, se unió a la misión establecida en torno de la iglesia de Santa Ana (Mosimién) en el Tíbet sichuanés. Fue él uno de los fundadores de la leprosería de Mosimién y, también se desempeñó como cantero y escultor.
En 1934, se realizó la misión redentorista española su primera fundación permanente en Chengtu, capital de Sichuan. El volumen de trabajo aumentó después de la fundación de la segunda casa misional en 1938 en Sichang, capital del País Nosu en Sichuan sudoccidental. El padre Juan Campos Rodríguez pasó la mayor parte de sus años en China en esta ciudad.
Estas misiones fueron aniquiladas durante los años 50 tras la toma comunista de Sichuan en 1950.

## Enseñanza del español
Sichuan está hermanada con la Comunidad Valenciana desde 1994. Pues bien, el objetivo de este hermanamiento es más de interés económico que lingüístico. En la actualidad, las enseñanzas del español se ofrecen en cinco universidades en Sichuan, entre ellas la Universidad de Sichuan (Chengdu), la Universidad de Finanzas y Economía del Sudoeste (Chengdu), la Universidad Sudoeste de Ciencia y Tecnología (Mianyang), la Universidad de Ciencias e Ingeniería de Sichuan (Zigong) y la Universidad de Estudios Internacionales de Chengdu. En Chongqing se cuenta con tres: la Universidad del Sudoeste, la Universidad de Ciencia y Tecnología de Chongqing y la Universidad de Estudios Internacionales de Sichuan. Esta última cuenta con la aportación del Instituto Cervantes (Madrid). En abril de 2011 se fundó el Centro de Lengua Cervantes Chongqing en la Universidad de Estudios Internacionales de Sichuan.

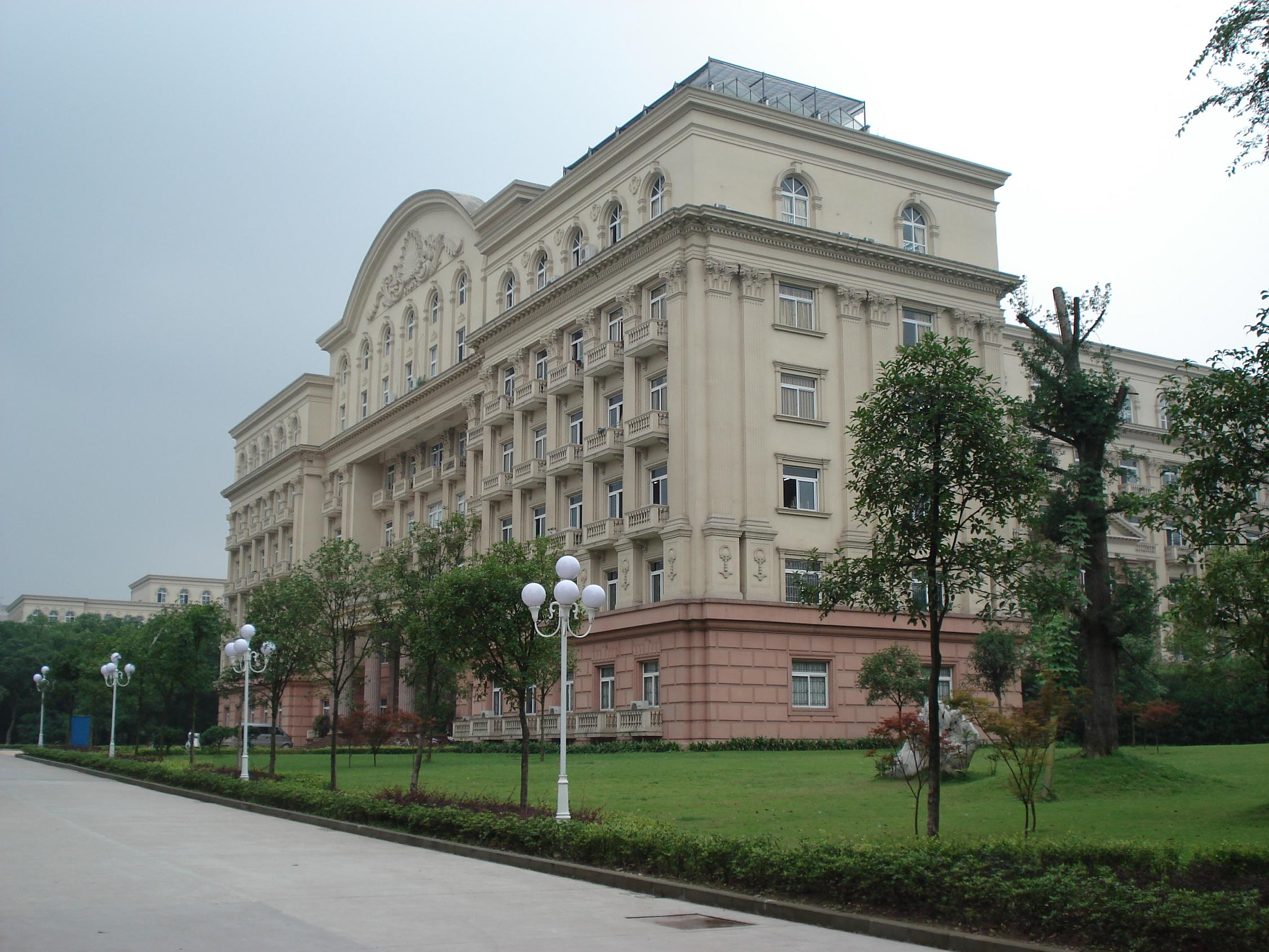
Edificio docente n.º 38 de la Universidad del Sudoeste

La Universidad del Sudoeste comenzó en 2015 sus docentes de español con un grupo de 16 alumnos, hasta contar en 2020 con 6–10 grupos y un total de 300 alumnos anuales. Según el análisis de caso respecto al método de enseñanza de la Universidad del Sudoeste, todavía supone un problema la falta de enseñanza de la cultura de países hispánicos, que representa la parte más interesante para muchos alumnos. La que puede ser el secreto para mantener alta la motivación de los alumnos. El deseo de desarrollar la capacidad lingüística está impulsado por la propaganda política de la llamada «Iniciativa de la Franja y la Ruta».

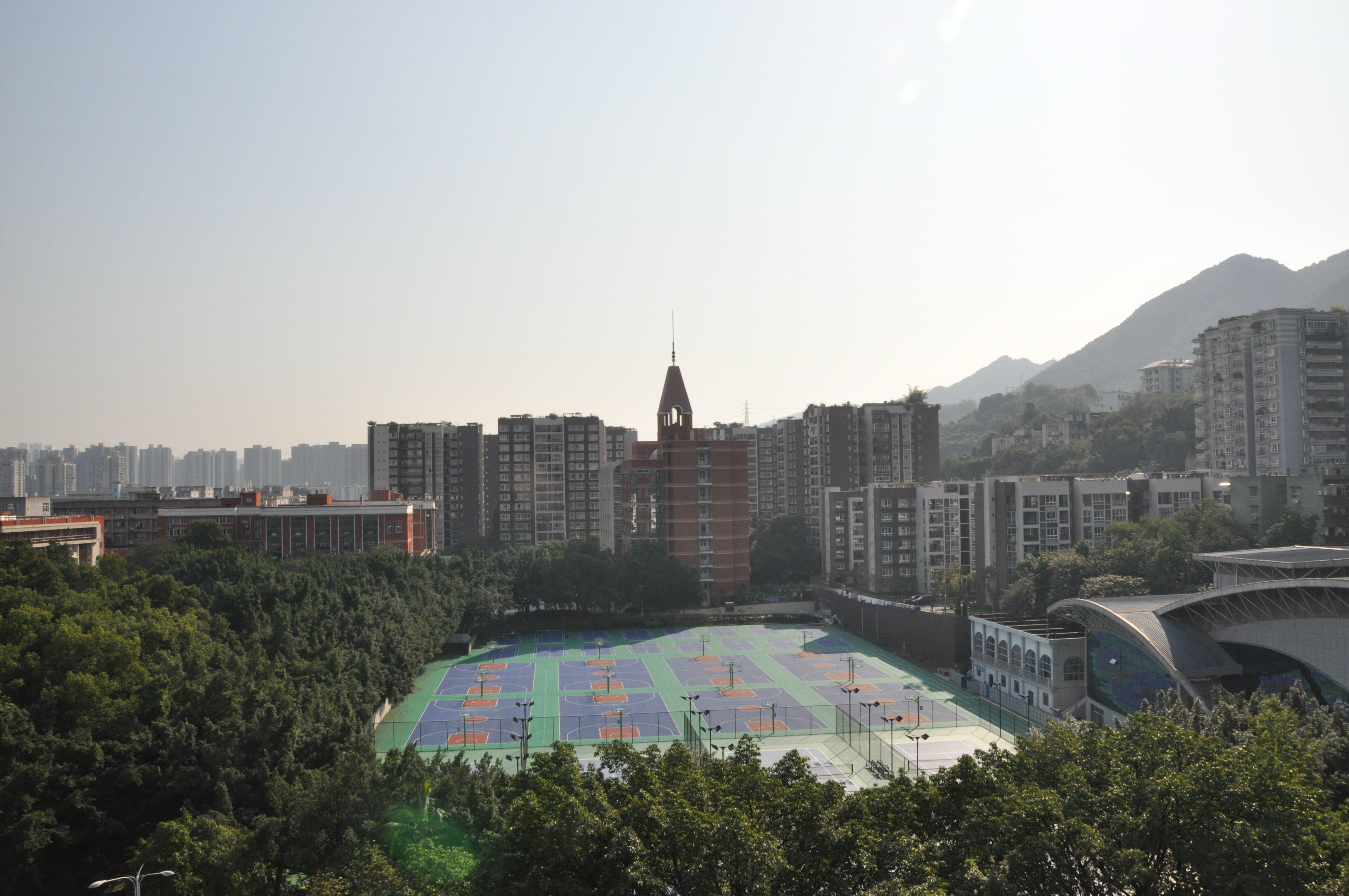
Universidad de Estudios Internacionales de Sichuan

La Universidad Pontificia Bolivariana (UPB, Colombia) se logró en 2020 desarrollar un convenio con la Universidad de Estudios Internacionales de Sichuan (UEIS), un acuerdo en el área de educación, ciencias sociales y ciencias humanas. La colaboración se integró en el departamento de filología hispánica de la UEIS. Se destacó a la UPB como una universidad fuerte en la enseñanza del español para extranjeros. El análisis de 2022 informa que, respecto a la construcción de la asignatura de Lexicología en Filología Hispánica de la UEIS, la mayoría de los alumnos prestan más atención al vocabulario orientado a la aplicación, como la economía y el comercio, pero tienen poco interés en el vocabulario de la literatura y la cultura, lo que refleja que la planificación de la carrera de los alumnos en dicha universidad está más inclinada a la práctica que a la investigación.